# 아함동산배 (일본)
일본 아함동산배(日本 阿含桐山杯)는 일본기원에서 주최, 주관하고 마이니치 신문과 교토신문이 후원하며 일본의 불교 단체인 아함종(阿含宗)이 협찬하는 일본의 바둑 기전이다. 우승 상금은 1,000만 엔이다.

## 대회규정
제한시간 각자 2시간, 1분 초읽기 1회, 덤 6.5

## 역대 우승자
| 회수 | 연도 | 우승              | 전적 | 준우승          |
| ---- | ---- | ----------------- | ---- | --------------- |
| 1    | 1994 | 왕리청            | 1-0  | 조치훈          |
| 2    | 1995 | 가토 마사오       | 1-0  | 고바야시 사토루 |
| 3    | 1996 | 가토 마사오       | 1-0  | 요다 노리모토   |
| 4    | 1997 | 요다 노리모토     | 1-0  | 가토 마사오     |
| 5    | 1998 | 고바야시 사토루   | 1-0  | 조치훈          |
| 6    | 1999 | 고바야시 고이치   | 1-0  | 다카오 신지     |
| 7    | 2000 | 조선진            | 1-0  | 조치훈          |
| 8    | 2001 | 조선진            | 1-0  | 왕리청          |
| 9    | 2002 | 조치훈            | 1-0  | 장쉬            |
| 10   | 2003 | 가토 마사오       | 1-0  | 장쉬            |
| 11   | 2004 | 하네 나오키       | 1-0  | 고바야시 고이치 |
| 12   | 2005 | 이야마 유타       | 1-0  | 고바야시 사토루 |
| 13   | 2006 | 장쉬              | 1-0  | 하네 나오키     |
| 14   | 2007 | 장쉬              | 1-0  | 조치훈          |
| 15   | 2008 | 장쉬              | 1-0  | 다카나시 세이켄 |
| 16   | 2009 | 하네 나오키       | 1-0  | 장쉬            |
| 17   | 2010 | 야마시타 케이고   | 1-0  | 조치훈          |
| 18   | 2011 | 이야마 유타       | 1-0  | 야마시타 케이고 |
| 19   | 2012 | 장쉬              | 1-0  | 린쯔위엔        |
| 20   | 2013 | 무라카와 다이스케 | 1-0  | 시다 다쓰야     |
| 21   | 2014 | 이야마 유타       | 1-0  | 고노 린         |
| 22   | 2015 | 이야마 유타       | 1-0  | 쉬자위안        |
| 23   | 2016 | 고노 린           | 1-0  | 조치훈          |
| 24   | 2017 | 무쓰우라 유타     | 1-0  | 다카오 신지     |
| 25   | 2018 | 이치리키 료       | 1-0  | 시바노 토라마루 |
| 26   | 2019 | 장쉬              | 1-0  | 이치리키 료     |
| 27   | 2020 | 이야마 유타       | 1-0  | 야마시타 게이고 |
| 28   | 2021 | 쉬자위안          | 1-0  | 이야마 유타     |
| 29   | 2022 | 히라타 도모야     | 1-0  | 이야마 유타     |
| 30   | 2023 | 이치리키 료       | 1-0  | 이야마 유타     |
| 31   | 2024 | 이치리키 료       | 1-0  | 시바노 도라마루 |

## 같이 보기
- 국제 바둑 연맹